# Michael Brosowski
 (mars 2025).
Motif : C'est l'ONG Blue Dragon Children's Foundation qui est connue, pas l'un de ses co-fondateurs (cf l'interlangue anglais qui renvoie vers l'ONG). Seulement trois sources à ce jour, et sans nier le militantisme de l'intéressé, sa bio justifie-t-elle une page sur une encyclopédie ?
- Archive Wikiwix
- Bing
- Cairn
- DuckDuckGo
- E. Universalis
- Gallica
- Google
- G. Books
- G. News
- G. Scholar
- Persée
- Qwant
- (zh) Baidu
- (ru) Yandex
- (wd) trouver des œuvres sur Wikidata

| 1. | Préciser le motif de la pose du bandeau. | Précisez le motif de la pose du bandeau en utilisant la syntaxe suivante : {{admissibilité à vérifier\|date=mars 2025\|motif=remplacez ce texte par le motif}}                         |
| 2. | Informer les utilisateurs concernés.     | Pensez à avertir le créateur de l'article, par exemple, en insérant le code ci-dessous sur sa page de discussion : {{subst:avertissement admissibilité à vérifier\|Michael Brosowski}} |

Michael Paul Brosowski est un enseignant et activiste australien. 

## Parcours
Michael Brosowski a vécu les premières années de sa vie à Sydney et a obtenu son diplôme d'études secondaires dans le nord-ouest. Il a ensuite obtenu un diplôme universitaire en arts et éducation et a commencé son travail comme professeur d'anglais langue seconde.
Il se rend au Vietnam en 2002 pour enseigner l'anglais à l'Université nationale d'économie. Il s'implique dans l'aide aux enfants de la rue et au début de l'année 2003, il quitte son travail universitaire pour se concentrer à plein temps sur les besoins des enfants des rues.
Il est l'un des co-fondateurs de la Blue Dragon Children's Foundation, d'abord enregistrée en Australie nn mars 2004, puis enregistrée en septembre 2004 en tant qu'organisation non gouvernementale indépendante au Vietnam. 
En 2011, Brosowski est désigné parmi les « héros de CNN » de cette année, et, en 2012, il est nommé membre de l'Ordre d'Australie en reconnaissance de son travail de défense des droits des enfants vietnamiens.